# ترانسوربان
ترانسوربان (انگلیسی: Transurban) شرکت املاک استرالیایی است، که در سال ۱۹۹۹ تأسیس شد.